# Rıza Kaya'alp
Rıza Kaya'alp (* 10. října 1989 Yozgat) je turecký zápasník – klasik, olympijský medailista z roku 2012 a 2016.

## Sportovní kariéra
Je rodákem z obce Kavurgalı nedaleko Yozgatu. Narodil se jako jedno z dvojčat, má stejně starou sestru Zehru. Od narození poutal pozornost velkou postavou. Už jako malého ho přezdívali Pehlivan (borec). Jako každý chlapec z tureckého venkova začínal s národním zápasem karakucak. Pro olympijský zápas ho objevil Mustafa Başer, který ho proti vůli jeho otce Kelamiho zapsal v 10 letech do tréninkového střediska olympijského zápasu (Güreş Eğitim Merkez (GEM)) v Yozgatu. Do Yozgatu směl dojíždět až po skončení prvního stupně základní školy. Jeho trenérem v GEMu byl Mustafa Doğan. Na zápas řecko-římský se začal specializovat ve 14 letech pod vedením Aydına Dala (osobní trenér např. Nazmiho Avluci), který v tom čase působil v Yogzatu jako trenér.
V roce 2005 si ho jako talentovaného klasika stáhl do Ankary trenér Mehmet Âkif Pirim a záhy se objevil v dorostenecké reprezentaci. Mezi muži startoval od 18 let v supertěžké váze do 120 kg, kdy to umožňovala pravidla Mezinárodní zápasnické federace. V roce 2008 si řekl v necelých devatenácti letech o nominaci na olympijské hry v Pekingu výsledky na mezinárodních turnajích v Ázerbájdžánu a Bulharsku. Svojí první účast na olympijských hrách však nezvládl, prohrál v úvodním kole před časovým limitem na lopatky s Litevcem Mindaugasem Mizgaitisem.
Od roku 2009 začal postupně pronikat mezi elitu světové supertěžké váhy. V roce 2011 porazil před domácím publikem fenomenálního Kubánce Mijaína Lópeze a získal svůj první titul mistra světa. Na olympijských hrách v Londýně mu však v semifinále Mijaín López porážku vrátil a musel se spokojit s bronzovou olympijskou medailí.
V roce 2015 získal svůj druhý titul mistra světa, když ve finále porazil opět Kubánce Mijaína Lópeze. Na olympijské hry v Riu přijel výborně připravený. Bez sebemenšího zaváhání postoupil do finále proti obhájci zlaté olympijské medaile Mijaínu Lópezovi. Finálový zápas nezačal dobře, v 10 sekundě hrubě chyboval v boji o úchop a suplexem Lopéze se dostal do výrazné bodové ztráty 0:5 na technické body. Kubánec své vedení do konce hrací doby nepustil a po porážce 0:6 na technické body získal stříbrnou olympijskou medaili.

### Výsledky v zápasu řecko-římském
| Olympijské hry     |    |     |    | úč. |     |    |    | 3. |    |    |    | 2. |    |     |    |    |    |  |  |  |  |  |  |  |  |
| Mistrovství světa  | —  | —   | —  |     | 3.  | 3. | 1. |    | 2. | 2. | 1. |    | 1. | úč. | 1. |    |    |  |  |  |  |  |  |  |  |
| Evropské hry       |    |     |    |     |     |    |    |    |    |    | 1. |    |    |     | —  |    |    |  |  |  |  |  |  |  |  |
| Mistrovství Evropy | —  | —   | —  | —   | úč. | 1. | 2. | 1. | 1. | 1. | 1. | 1. | 1. | 1.  | 1. | 7. | 1. |  |  |  |  |  |  |  |  |
| MS juniorů         | —  | úč. | 2. | 1.  | 1.  |    |    |    |    |    |    |    |    |     |    |    |    |  |  |  |  |  |  |  |  |
| ME juniorů         | —  | 2.  | 3. | —   | 1.  |    |    |    |    |    |    |    |    |     |    |    |    |  |  |  |  |  |  |  |  |
| ME dorostenců      | 1. | 1.  |    |     |     |    |    |    |    |    |    |    |    |     |    |    |    |  |  |  |  |  |  |  |  |

### Olympijské hry a mistrovství světa
| Olympijské hry a mistrovství světa                 | Olympijské hry a mistrovství světa                 | Olympijské hry a mistrovství světa                 | Olympijské hry a mistrovství světa                 | Olympijské hry a mistrovství světa                 | Olympijské hry a mistrovství světa                 | Olympijské hry a mistrovství světa                 | Olympijské hry a mistrovství světa                 | Olympijské hry a mistrovství světa                 | Olympijské hry a mistrovství světa                 | Olympijské hry a mistrovství světa                 |
| Kolo                                               | Výsledek                                           | Bilance                                            | Soupeř                                             | Výsledek                                           | KB                                                 | ∑KB                                                | Styl                                               | Datum                                              | Turnaj                                             | Místo                                              |
| 2019 Mistrovství světa do 130 kg v klasickém stylu | 2019 Mistrovství světa do 130 kg v klasickém stylu | 2019 Mistrovství světa do 130 kg v klasickém stylu | 2019 Mistrovství světa do 130 kg v klasickém stylu | 2019 Mistrovství světa do 130 kg v klasickém stylu | 2019 Mistrovství světa do 130 kg v klasickém stylu | 2019 Mistrovství světa do 130 kg v klasickém stylu | 2019 Mistrovství světa do 130 kg v klasickém stylu | 2019 Mistrovství světa do 130 kg v klasickém stylu | 2019 Mistrovství světa do 130 kg v klasickém stylu | 2019 Mistrovství světa do 130 kg v klasickém stylu |
| -------------------------------------------------- | -------------------------------------------------- | -------------------------------------------------- | -------------------------------------------------- | -------------------------------------------------- | -------------------------------------------------- | -------------------------------------------------- | -------------------------------------------------- | -------------------------------------------------- | -------------------------------------------------- | -------------------------------------------------- |
| finále                                             | vítězství                                          | 41-7                                               | Óscar Pino (CUB)                                   | tech. body (3:1)                                   | 3                                                  | 15                                                 | Zápas řecko-římský                                 | 16.-17 září 2019                                   | Mistrovství světa                                  | Nur-Sultan, Kazachstán                             |
| semifinále                                         | vítězství                                          | 40-7                                               | Eduard Popp (GER)                                  | tech. body (4:1)                                   | 3                                                  | 12                                                 | Zápas řecko-římský                                 | 16.-17 září 2019                                   | Mistrovství světa                                  | Nur-Sultan, Kazachstán                             |
| čtvrtfinále                                        | vítězství                                          | 39-7                                               | Ijakob Kadžaija (GEO)                              | tech. body (5:1)                                   | 3                                                  | 9                                                  | Zápas řecko-římský                                 | 16.-17 září 2019                                   | Mistrovství světa                                  | Nur-Sultan, Kazachstán                             |
| 1/16                                               | vítězství                                          | 38-7                                               | Meng Ling-če (CHN)                                 | tech. body (4:0)                                   | 3                                                  | 6                                                  | Zápas řecko-římský                                 | 16.-17 září 2019                                   | Mistrovství světa                                  | Nur-Sultan, Kazachstán                             |
| 1/32                                               | vítězství                                          | 37-7                                               | Yasmany Acosta (CHL)                               | tech. body (4:0)                                   | 3                                                  | 3                                                  | Zápas řecko-římský                                 | 16.-17 září 2019                                   | Mistrovství světa                                  | Nur-Sultan, Kazachstán                             |
| 2018 Mistrovství světa do 130 kg v klasickém stylu |                                                    |                                                    |                                                    |                                                    |                                                    |                                                    |                                                    |                                                    |                                                    |                                                    |
| 1/16                                               | prohra                                             | 36-7                                               | Heiki Nabi (EST)                                   | tech. body (1:2)                                   | 1                                                  | 1                                                  | Zápas řecko-římský                                 | 27.-28 září 2018                                   | Mistrovství světa                                  | Budapešť, Maďarsko                                 |
| 2017 Mistrovství světa do 130 kg v klasickém stylu |                                                    |                                                    |                                                    |                                                    |                                                    |                                                    |                                                    |                                                    |                                                    |                                                    |
| finále                                             | vítězství                                          | 36-6                                               | Heiki Nabi (EST)                                   | tech. body (1:2)                                   | 3                                                  | 12                                                 | Zápas řecko-římský                                 | 22. srpen 2017                                     | Mistrovství světa                                  | Paříž, Francie                                     |
| semifinále                                         | vítězství                                          | 35-6                                               | Óscar Pino (CUB)                                   | tech. body (2:1)                                   | 3                                                  | 9                                                  | Zápas řecko-římský                                 | 22. srpen 2017                                     | Mistrovství světa                                  | Paříž, Francie                                     |
| čtvrtfinále                                        | vítězství                                          | 34-6                                               | Kirill Griščenko (BLR)                             | tech. body (3:1)                                   | 3                                                  | 6                                                  | Zápas řecko-římský                                 | 22. srpen 2017                                     | Mistrovství světa                                  | Paříž, Francie                                     |
| 1/16                                               | vítězství                                          | 33-6                                               | Moʻminjon Abdullayev (UZB)                         | tech. body (2:0)                                   | 3                                                  | 3                                                  | Zápas řecko-římský                                 | 22. srpen 2017                                     | Mistrovství světa                                  | Paříž, Francie                                     |
| 2016 Olympijské hry do 130 kg v klasickém stylu    |                                                    |                                                    |                                                    |                                                    |                                                    |                                                    |                                                    |                                                    |                                                    |                                                    |
| finále                                             | prohra                                             | 32-6                                               | Mijaín López (CUB)                                 | tech. body (0:6)                                   | 0                                                  | 13                                                 | Zápas řecko-římský                                 | 15. srpen 2016                                     | Olympijské hry                                     | Rio de Janeiro, Brazílie                           |
| semifinále                                         | vítězství                                          | 32-5                                               | Eduard Popp (GER)                                  | tech. převaha                                      | 4                                                  | 13                                                 | Zápas řecko-římský                                 | 15. srpen 2016                                     | Olympijské hry                                     | Rio de Janeiro, Brazílie                           |
| čtvrtfinále                                        | vítězství                                          | 31-5                                               | Sabáh Šaríatí (AZE)                                | lopatky                                            | 5                                                  | 9                                                  | Zápas řecko-římský                                 | 15. srpen 2016                                     | Olympijské hry                                     | Rio de Janeiro, Brazílie                           |
| 1/16                                               | vítězství                                          | 30-5                                               | Erwin Caraballo (VEN)                              | tech. převaha                                      | 4                                                  | 4                                                  | Zápas řecko-římský                                 | 15. srpen 2016                                     | Olympijské hry                                     | Rio de Janeiro, Brazílie                           |
| 2015 Mistrovství světa do 130 kg v klasickém stylu |                                                    |                                                    |                                                    |                                                    |                                                    |                                                    |                                                    |                                                    |                                                    |                                                    |
| finále                                             | vítězství                                          | 29-5                                               | Mijaín López (CUB)                                 | tech. body (1:0)                                   | 3                                                  | 17                                                 | Zápas řecko-římský                                 | 8. září 2015                                       | Mistrovství světa                                  | Las Vegas, Spojené státy                           |
| semifinále                                         | vítězství                                          | 28-5                                               | Sabáh Šaríatí (AZE)                                | tech. body (6:0)                                   | 3                                                  | 14                                                 | Zápas řecko-římský                                 | 8. září 2015                                       | Mistrovství světa                                  | Las Vegas, Spojené státy                           |
| čtvrtfinále                                        | vítězství                                          | 27-5                                               | Oleksandr Černeckyj (UKR)                          | tech. převaha                                      | 4                                                  | 11                                                 | Zápas řecko-římský                                 | 8. září 2015                                       | Mistrovství světa                                  | Las Vegas, Spojené státy                           |
| 1/16                                               | vítězství                                          | 26-5                                               | Lukas Hörmann (AUT)                                | tech. převaha                                      | 4                                                  | 7                                                  | Zápas řecko-římský                                 | 8. září 2015                                       | Mistrovství světa                                  | Las Vegas, Spojené státy                           |
| 1/32                                               | vítězství                                          | 25-5                                               | Josif Čugošvili (BLR)                              | tech. body (2:0)                                   | 3                                                  | 3                                                  | Zápas řecko-římský                                 | 8. září 2015                                       | Mistrovství světa                                  | Las Vegas, Spojené státy                           |
| 2014 Mistrovství světa do 130 kg v klasickém stylu |                                                    |                                                    |                                                    |                                                    |                                                    |                                                    |                                                    |                                                    |                                                    |                                                    |
| finále                                             | prohra                                             | 24-5                                               | Mijaín López (CUB)                                 | tech. body (0:2)                                   | 0                                                  | 11                                                 | Zápas řecko-římský                                 | 13. září 2014                                      | Mistrovství světa                                  | Taškent, Uzbekistán                                |
| semifinále                                         | vítězství                                          | 24-4                                               | Ljubomir Dimitrov (BUL)                            | lopatky                                            | 5                                                  | 11                                                 | Zápas řecko-římský                                 | 13. září 2014                                      | Mistrovství světa                                  | Taškent, Uzbekistán                                |
| čtvrtfinále                                        | vítězství                                          | 23-4                                               | Heiki Nabi (EST)                                   | tech. body (4:0)                                   | 3                                                  | 6                                                  | Zápas řecko-římský                                 | 13. září 2014                                      | Mistrovství světa                                  | Taškent, Uzbekistán                                |
| 1/16                                               | vítězství                                          | 22-4                                               | Bálint Lám (HUN)                                   | tech. body (4:0)                                   | 3                                                  | 3                                                  | Zápas řecko-římský                                 | 13. září 2014                                      | Mistrovství světa                                  | Taškent, Uzbekistán                                |
| 2013 Mistrovství světa do 120 kg v klasickém stylu |                                                    |                                                    |                                                    |                                                    |                                                    |                                                    |                                                    |                                                    |                                                    |                                                    |
| o 3. místo*                                        | vítězství                                          | 21-4                                               | Johan Eurén (SWE)                                  | tech. body (3:0)                                   | 3                                                  | 20                                                 | Zápas řecko-římský                                 | 22. září 2013                                      | Mistrovství světa                                  | Budapešť, Maďarsko                                 |
| semifinále                                         | vítězství                                          | 20-4                                               | Amír Alíakbarí (IRI)                               | DQ – doping (1:4)                                  | 5                                                  | 17                                                 | Zápas řecko-římský                                 | 22. září 2013                                      | Mistrovství světa                                  | Budapešť, Maďarsko                                 |
| čtvrtfinále                                        | vítězství                                          | 19-4                                               | Robby Smith (USA)                                  | tech. převaha                                      | 4                                                  | 12                                                 | Zápas řecko-římský                                 | 22. září 2013                                      | Mistrovství světa                                  | Budapešť, Maďarsko                                 |
| 1/16                                               | vítězství                                          | 18-4                                               | Sergej Andrusik (RUS)                              | tech. body (3:0)                                   | 3                                                  | 8                                                  | Zápas řecko-římský                                 | 22. září 2013                                      | Mistrovství světa                                  | Budapešť, Maďarsko                                 |
| 1/32                                               | vítězství                                          | 17-4                                               | Naveen Kumar (IND)                                 | lopatky                                            | 5                                                  | 5                                                  | Zápas řecko-římský                                 | 22. září 2013                                      | Mistrovství světa                                  | Budapešť, Maďarsko                                 |
| 2012 Olympijské hry do 120 kg v klasickém stylu    |                                                    |                                                    |                                                    |                                                    |                                                    |                                                    |                                                    |                                                    |                                                    |                                                    |
| o 3. místo                                         | vítězství                                          | 16-4                                               | Guram Perselidze (GEO)                             | 2-0 (1:0, 1:0)                                     | 3                                                  | 9                                                  | Zápas řecko-římský                                 | 11. srpen 2012                                     | Olympijské hry                                     | Londýn, Spojené království                         |
| semifinále                                         | prohra                                             | 15-4                                               | Mijaín López (CUB)                                 | 0-2 (0:2, 0:1)                                     | 0                                                  | 6                                                  | Zápas řecko-římský                                 | 11. srpen 2012                                     | Olympijské hry                                     | Londýn, Spojené království                         |
| čtvrtfinále                                        | vítězství                                          | 15-3                                               | Dremiel Byers (USA)                                | 2-0 (1:0, 1:0)                                     | 3                                                  | 6                                                  | Zápas řecko-římský                                 | 11. srpen 2012                                     | Olympijské hry                                     | Londýn, Spojené království                         |
| 1/16                                               | vítězství                                          | 14-3                                               | Jevgenij Orlov (UKR)                               | 2-0 (3:1, 1:0)                                     | 3                                                  | 3                                                  | Zápas řecko-římský                                 | 11. srpen 2012                                     | Olympijské hry                                     | Londýn, Spojené království                         |
| 2011 Mistrovství světa do 120 kg v klasickém stylu |                                                    |                                                    |                                                    |                                                    |                                                    |                                                    |                                                    |                                                    |                                                    |                                                    |
| finále                                             | vítězství                                          | 13-3                                               | Mijaín López (CUB)                                 | 2-0 (2:0, 2:0)                                     | 3                                                  | 15                                                 | Zápas řecko-římský                                 | 13. září 2011                                      | Mistrovství světa                                  | Istanbul, Turecko                                  |
| semifinále                                         | vítězství                                          | 12-3                                               | Nurmakhan Tinaliyev (KAZ)                          | 2-0 (5:3, 1:0)                                     | 3                                                  | 12                                                 | Zápas řecko-římský                                 | 13. září 2011                                      | Mistrovství světa                                  | Istanbul, Turecko                                  |
| čtvrtfinále                                        | vítězství                                          | 11-3                                               | Mihály Deák-Bárdos (HUN)                           | 2-0 (4:0, 1:0)                                     | 3                                                  | 9                                                  | Zápas řecko-římský                                 | 13. září 2011                                      | Mistrovství světa                                  | Istanbul, Turecko                                  |
| 1/16                                               | vítězství                                          | 10-3                                               | Ivan Ivanov (BUL)                                  | 2-0 (1:0, 3:0)                                     | 3                                                  | 6                                                  | Zápas řecko-římský                                 | 13. září 2011                                      | Mistrovství světa                                  | Istanbul, Turecko                                  |
| 1/32                                               | vítězství                                          | 9-3                                                | Radván Šábbí (TUN)                                 | 2-0 (4:0, 1:0)                                     | 3                                                  | 3                                                  | Zápas řecko-římský                                 | 13. září 2011                                      | Mistrovství světa                                  | Istanbul, Turecko                                  |
| 2010 Mistrovství světa do 120 kg v klasickém stylu |                                                    |                                                    |                                                    |                                                    |                                                    |                                                    |                                                    |                                                    |                                                    |                                                    |
| o 3. místo                                         | vítězství                                          | 8-3                                                | Dremiel Byers (USA)                                | 2-0 (1:0, 2:0)                                     | 3                                                  | 12                                                 | Zápas řecko-římský                                 | 7. září 2010                                       | Mistrovství světa                                  | Moskva, Rusko                                      |
| opravy                                             | vítězství                                          | 7-3                                                | Johan Eurén (SWE)                                  | 2-0 (2:0, 1:0)                                     | 3                                                  | 9                                                  | Zápas řecko-římský                                 | 7. září 2010                                       | Mistrovství světa                                  | Moskva, Rusko                                      |
| opravy                                             | vítězství                                          | 6-3                                                | Dharmender Dalal (IND)                             | 2-0 (1:0, 1:0)                                     | 3                                                  | 6                                                  | Zápas řecko-římský                                 | 7. září 2010                                       | Mistrovství světa                                  | Moskva, Rusko                                      |
| 1/16                                               | prohra                                             | 5-3                                                | Jurij Patrikejev (ARM)                             | lopatky                                            | 0                                                  | 3                                                  | Zápas řecko-římský                                 | 7. září 2010                                       | Mistrovství světa                                  | Moskva, Rusko                                      |
| 1/32                                               | vítězství                                          | 5-2                                                | Mihály Deák-Bárdos (HUN)                           | 2-0 (1:0, 1:0)                                     | 3                                                  | 3                                                  | Zápas řecko-římský                                 | 7. září 2010                                       | Mistrovství světa                                  | Moskva, Rusko                                      |
| 2009 Mistrovství světa do 120 kg v klasickém stylu |                                                    |                                                    |                                                    |                                                    |                                                    |                                                    |                                                    |                                                    |                                                    |                                                    |
| o 3. místo                                         | vítězství                                          | 4-2                                                | Josif Čugošvili (BLR)                              | 2–0 (1:0, 1:0)                                     | 3                                                  | 14                                                 | Zápas řecko-římský                                 | 27. září 2009                                      | Mistrovství světa                                  | Herning, Dánsko                                    |
| semifinále                                         | prohra                                             | 3-2                                                | Mijaín López (CUB)                                 | 0-2 (0:1, 0:1)                                     | 0                                                  | 11                                                 | Zápas řecko-římský                                 | 27. září 2009                                      | Mistrovství světa                                  | Herning, Dánsko                                    |
| čtvrtfinále                                        | vítězství                                          | 3-1                                                | Alexandr Anučin (RUS)                              | vzdal                                              | 5                                                  | 11                                                 | Zápas řecko-římský                                 | 27. září 2009                                      | Mistrovství světa                                  | Herning, Dánsko                                    |
| 1/16                                               | vítězství                                          | 2-1                                                | Jurij Patrikejev (ARM)                             | 2-0 (3:1, 1:0)                                     | 3                                                  | 6                                                  | Zápas řecko-římský                                 | 27. září 2009                                      | Mistrovství světa                                  | Herning, Dánsko                                    |
| 1/32                                               | vítězství                                          | 1-1                                                | Dharmender Dalal (IND)                             | 2-0 (1:0, 1:0)                                     | 3                                                  | 3                                                  | Zápas řecko-římský                                 | 27. září 2009                                      | Mistrovství světa                                  | Herning, Dánsko                                    |
| 2008 Olympijské hry do 120 kg v klasickém stylu    |                                                    |                                                    |                                                    |                                                    |                                                    |                                                    |                                                    |                                                    |                                                    |                                                    |
| 1/32                                               | prohra                                             | 0-1                                                | Mindaugas Mizgaitis (LTU)                          | lopatky                                            | 0                                                  | 0                                                  | Zápas řecko-římský                                 | 14. srpen 2008                                     | Olympijské hry                                     | Peking, Čína                                       |